# 風越星名 V*V avenue
風越星名 V*V avenue（かぜこしせな ブイツー・アベニュー）は、エフエム北海道で放送されているラジオ番組。本記事では、後継番組「星名のサテライト・サウンド」（せなのサテライトサウンド）についても記述する。

## 概要
北海道のeスポーツ特化型バーチャルアイドルの風越星名が、仮想現実を彩る「バーチャルアクター」とキャラクターに個性を吹き込む「ボイスアクター」の異なる2つのVに着目しアニメ・ゲーム・音楽・VTuberなどを「V2コンテンツ」と位置づけて楽曲とともに紹介する。Twitterについては「#VVAV」を番組ハッシュタグとして指定している。MC風越のYouTubeチャンネルでは2023年6月6日放送分まで放送後にアフタートーク動画を配信。
その後2024年4月17日には「星名のサテライト・サウンド」にリニューアル、北海道内のグルメ・文化・イベントなどの情報を紹介するトークを中心とした内容に改められ、また番組ハッシュタグとして「#せなサテ」を用いる。

## パーソナリティ
- 風越星名
- 芽生 - アシスタントとしてVVAV時代は番組後半に自身お勧めのコンテンツに関するトークを展開、せなサテ時代には「リアルアシスタント」として全編出演。

## ゲスト
2023年
- 5月25日 鈴木愛奈[5]
- 6月6日 谷あやか・藤原奈穂（メイビーME）[6]
- 7月18日 Sato（ASH DA HERO）[7]
- 8月1日 nonoc[8]
- 8月15日 Lezel[9]
- 9月19日 Sifar[10]

## コメントゲスト
2023年
- 4月4日 - nonoc、Sifar[11]
- 4月11日 水科葵（GEMS COMPANY）[12]
- 4月18日 百瀬ヒバナ[13]
- 4月25日 MaiR、志崎樺音（Roselia）[14]
- 5月30日 i☆Ris[15]
- 7月4日 角巻わため[16]
- 7月18日 井口裕香[7]
- 7月25日 梶原岳人[17]
- 8月8日 Lezel[18]
- 8月15日 ラックライフ[9]
- 8月22日 Liyuu[19]
- 8月29日 Liyuu、パン野実々美[20]
- 9月19日 神山羊[10]
- 10月3日 PON（ラックライフ）[21]
- 10月10日 芹澤優[22]
- 10月17日 XAI・鈴木このみ（She is Legend）、芹澤優、伊根[23][24]
- 10月24日 JUNNA、鈴木このみ[25]
- 11月14日 茜屋日海夏[26]
- 11月21日 MindaRyn、茜屋日海夏[27]

2024年
- 1月2日 鈴木愛奈[28]
- 2月7日 藍井エイル[29]
- 2月28日 新居歩美・小野莉々（ドラマチックレコード）[30]
- 3月13日 - 4月3日 綾野ましろ[31]